# Kaucja
Kaucja (łac. cautio – środek ostrożności, rozwaga) – określona suma pieniędzy (może też być hipoteka, weksel lub zastaw), której zadaniem jest zabezpieczenie roszczeń w przypadku niewywiązania się lub niedbałego wykonania umowy. Kaucja może być wykorzystana na pokrycie strat wynikłych z realizacji umowy. 
W prawie cywilnym umowę kaucji uznaje się za umowę realną, na podstawie której dłużnik przenosi na własność wierzyciela pieniądze lub inne rzeczy zamienne celem zabezpieczenia ewentualnych roszczeń, jakie mogą powstać z istniejącego między nimi stosunku prawnego. 
Często nazwy kaucja błędnie używa się na określenie instytucji prawa karnego procesowego, której prawidłowa nazwa to poręczenie majątkowe.

## Rozliczenie podatkowe kaucji
Kaucja pozostaje do dyspozycji danego podmiotu tylko przez określony czas, do momentu wywiązania się z określonego zobowiązania przez dłużnika. W momencie przyjęcia kaucji nie staje się ona przedmiotem opodatkowania, zabezpieczenie w postaci kaucji jest podatkowo neutralne, co oznacza, że dopóki wierzyciel nie zyska prawa do swobodnego dysponowania danymi pieniędzmi, nie uzyskał on przychodu.
W momencie powstania roszczenia powodującego zatrzymanie kaucji przez wierzyciela staje się ona kwotą należną, która powoduje zwiększenie stanu majątkowego wierzyciela, stając się źródłem dochodu. W momencie zmiany statusu kaucyjnego na kwotę należną następuje obowiązek podatkowy w ramach podatku dochodowego od osób fizycznych. 
W ramach podatku dochodowego od osób fizycznych konieczne jest wykazanie kwoty należnej, a podstawą jej rozliczenia jest obustronnie zawarta umowa z potwierdzeniem otrzymania zapłaty oraz adnotacją dotyczącą powodów przejęcia na własność przekazanych w ramach kaucji środków pieniężnych.